# 동반자 (1992년 영화)
《동반자》(영어: Rich in Love)는 1992년 미국의 드라마 영화로, 브루스 베리스퍼드 감독이 연출하고 앨버트 피니, 질 클레이버그, 캐스린 어비, 카일 매클라클런, 수지 에이미스, 이선 호크 등이 출연했다. 조지핀 험프리스의 1987년작 동명 소설이 원작이다.

## 출연진
- 앨버트 피니 - 워런 오덤 역
- 질 클레이버그 - 헬렌 오덤 역
- 캐스린 어비 - 루실 오덤 역
- 카일 매클라클런 - 빌리 매퀸 역
- 파이퍼 로리 - 베라 델마지 역
- 이선 호크 - 웨인 프로비니스 역
- 수지 에이미스 - 레이 오덤 역
- 러모나 워드 - 샤론 역
- 앨프리 우더드 - 로디 풀 역